# Pharyngochromis acuticeps
Pharyngochromis acuticeps (Syn.: Chromis acuticeps, Haplochromis multiocellatus) ist eine Buntbarschart, die im oberen und mittleren Stromgebiet von Sambesi und Cuanza, in dem des Okavango, im Kafue, im Save und in der Kariba-Talsperre vorkommt.

## Merkmale
Pharyngochromis acuticeps wird 12 bis 22 cm lang und hat eine bullige Buntbarschgestalt mit großem Kopf und Maul. Das Kopfprofil ist gerade bis leicht gebogen. Die Schwanzflosse ist abgerundet. Die Fische sind bräunlich mit dunklen Querbändern auf den Körperseiten. Die Zentren der Schuppen sind rötlich. Die untere Körperhälfte der Männchen glänzt grünlich. Ihre Afterflosse ist orange gesäumt. Sie zeigt einige gelbe Eiflecke. Bei den Männchen ist der hintere Bereich der Rückenflosse und der vordere Abschnitt der Schwanzflosse rötlichbraun gepunktet.

## Lebensweise
Pharyngochromis acuticeps kommt in unterschiedlichen Gewässern vor, meidet aber kleine Gewässern, und scheint recht anpassungsfähig zu sein. Die Art ernährt sich vor allem von Insekten und Krebstieren sowie von kleineren Fischen und Fischeiern. Wie alle Haplochromis-Verwandten ist sie ein Maulbrüter. Bei Pharyngochromis acuticeps übernimmt das Weibchen die Maulbrutpflege.